# フリスティーナ・アルチェフスカ
フリスティーナ・ダニリヴナ・アルチェフスカ（Khrystyna Danylivna Alchevska; ロシア語: Христина Даниловна Алчевская; ウクライナ語: Христина Данилівна  Алчевська; 1841年4月16日 - 1920年8月15日）は、ウクライナ出身の教師で、ロシア帝国における国民教育の活動家。彼女は体系的な教育システムを構築し、それはロシア帝国の多くの学校に取り入れられた。1862年、彼女は最初の無料女学校をウクライナに創設した。1889年、パリで開催された国際教育連盟で副会長に選出された。

## 生涯

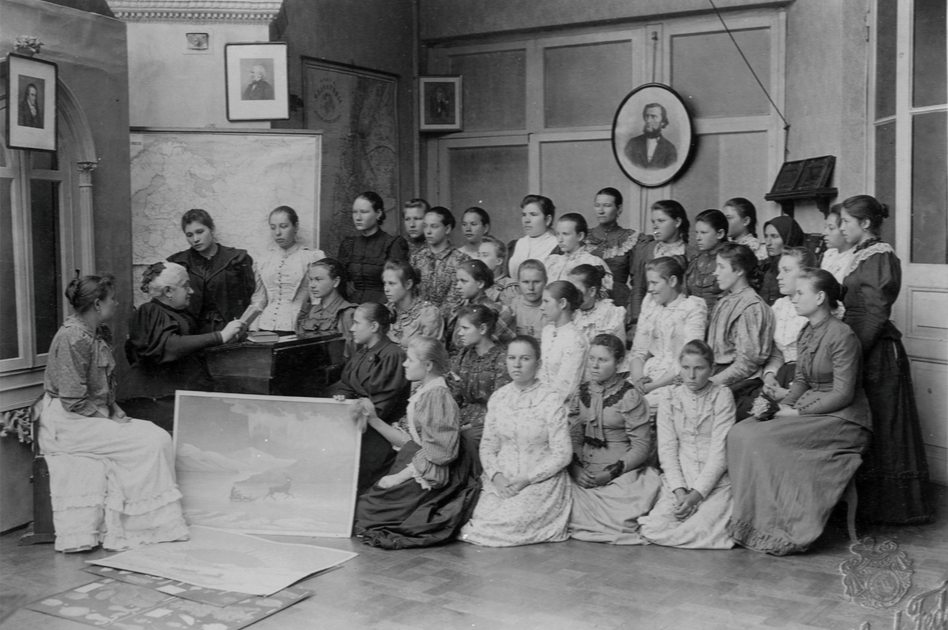
アルフレッド・フェデッキの写真

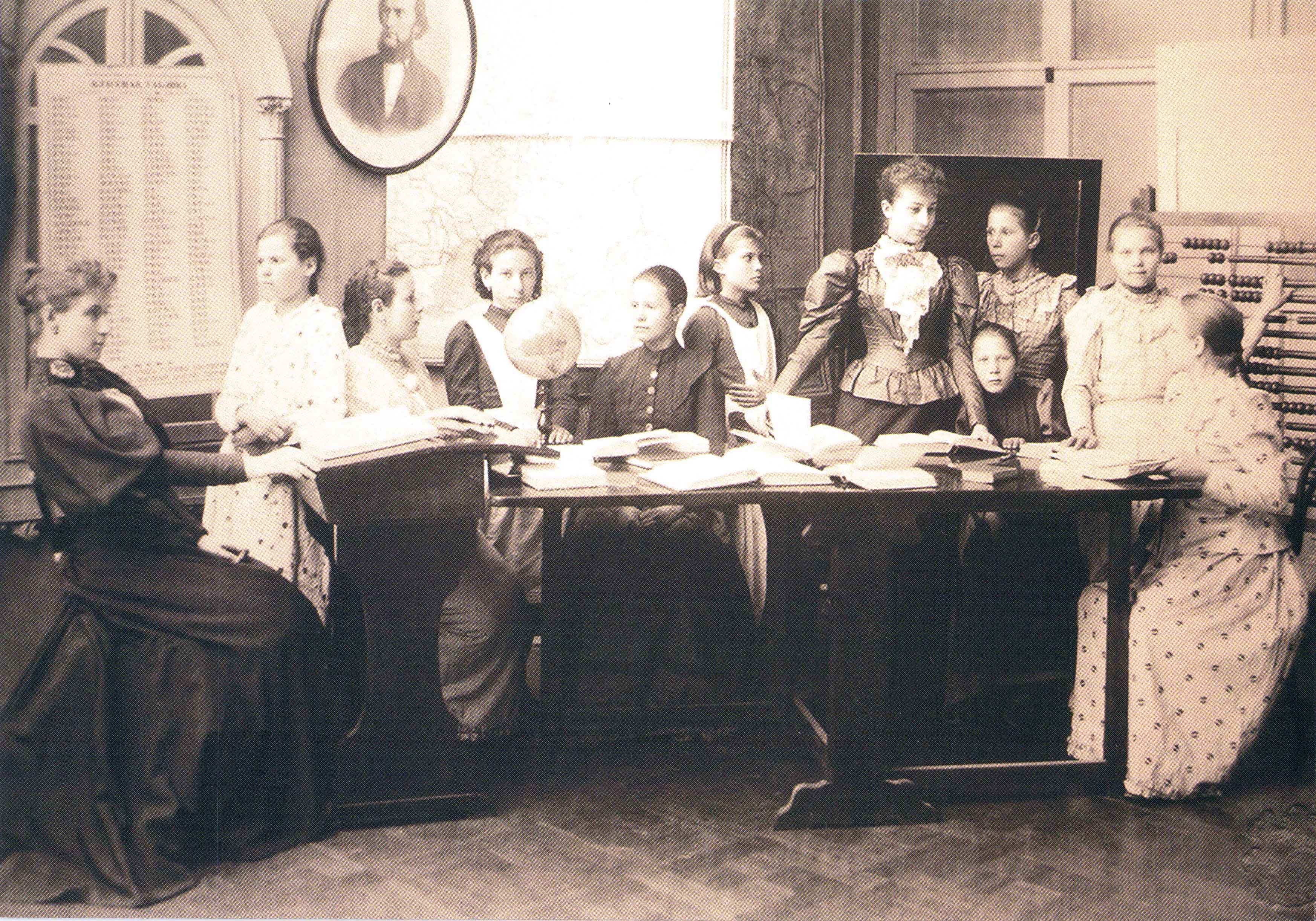
アルチェフスカの日曜学校、アルフレッド・フェデッキ撮影（1900年）

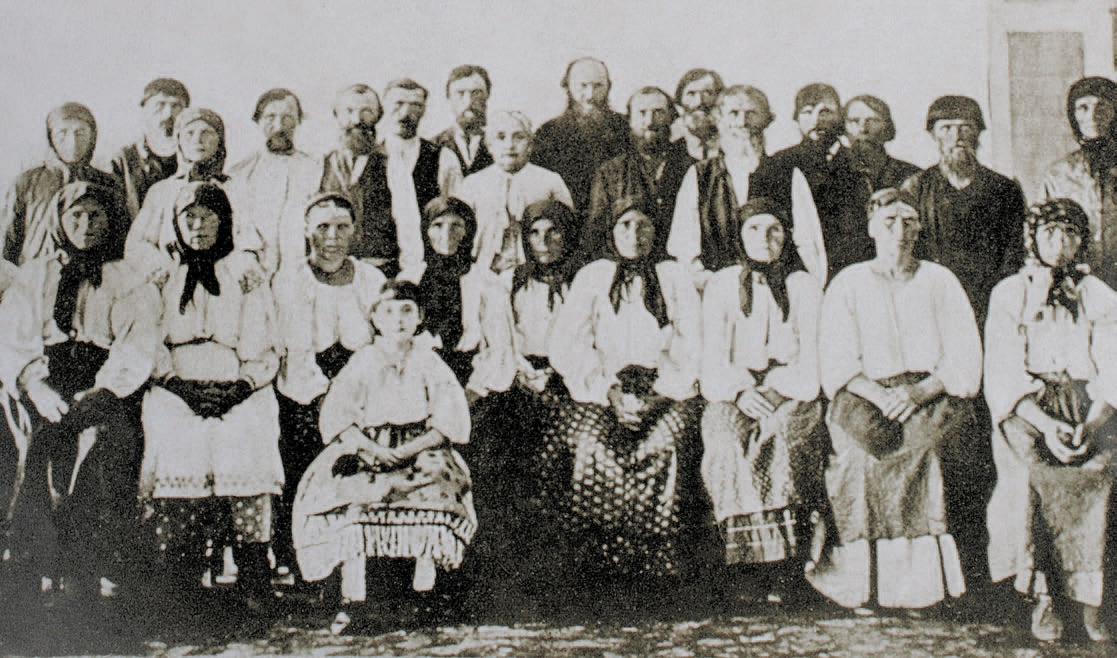
スラヴャノセルブスク県ミハイロフスカヤ郡アレクセエフカ村の農民たちとアルチェフスカ

フリスティーナは1841年4月16日、ロシア帝国チェルニゴフ県ボルズナー（現在はウクライナ）で生まれた。両親は地元の学校のロシア文学教師ダニラ・ジュラヴレフ（1809-?）と、良家の娘アネット・ニコラエヴナ・ヴイチ（1809-1857）であった。母親のアネットはロシアの将軍ニコライ・ヴイチの娘で、サンクトペテルブルクのスモーリヌイ女学院で学んだ。 
フリスティーナはオレクシイ・アルチェフスキーと結婚したが、彼はロシア帝国の実業家で、後に大規模な鉱山と鉄鋼所を所有し、またハルキウの秘密結社フロマダの共同創設者だった。彼らの子どもたちは才能に恵まれ、芸術家として名を成した。次男のグリゴリー・アルチェフスキーは作曲家だった。四男のイヴァン・アルチェスフキーは有名なオペラ歌手だった。次女のフリスティーナ・アルチェフスカ (娘)は詩人だった。 
彼女はハルキウに住み仕事をし、1920年8月15日に没した。

## 職業生活
1862年初頭から、彼女はハルキウ女子日曜学校（公式には1870年公認）を私費で運営した。その学校は1919年にソビエトの政権により閉鎖された。50年間開設されていた学校は、高度に開発された成人教育メソッドで有名だった。作家のボリス・フリンチェンコは若いころこの学校で教えていた。アルチェフスカは教育者として有名で、成人教育に単なる綴り方でなく文芸作品を用いたメソッドを取り入れていた。 
1889年、彼女はロシア帝国の成人教育教師の代表としてパリ万国博覧会に参加した。政府からロシア語への移行を強制されるまで、彼女はウクライナ語で教えていた。
アルチェフスカは『国民が読むべきもの』 (Chto chitat’ narodu) という教育法と書誌の手引きを1906年に編纂し賞を得た。この本はパリ万博で大賞を取得したもので、『成人のための本』(Kniga vzroslykh) という教育マニュアルも1900年に出した。また1912年には回想録『私の思考と経験』("Peredumannoe i perezhitoe) も執筆した。そのほかに成人教育の方法論もいくつか出版した。1860年代、アルチェフスカの論考はアレクサンドル・ゲルツェンの新聞『鐘』に、ウクレインカというペンネームで掲載された。彼女は少女や女性たちが祭日に伝統的衣装を身につけ、民謡を歌うのを奨励した。教え子たちへの敬意のしるしに、彼女は農民のコスチュームを身につけた。民俗文化と民俗芸術に対する彼女の適応は、農民たちが都市生活に適応するのを助けた。

## 著作
- Алчевская Х. Д. О первой книге для классного чтения взрослых М., 1895.
- Алчевская Х. Д. Передуманное и пережитое: дневники, письма, воспоминания. М., 1912.
- Алчевская Х. Д. Что читать народу? Критич. указатель книг для нар. и дет. чтения. В трёх томах. СПб., 1884–1906.